# Margaret Archer
Margaret Archer (Grenoside, Anglaterra, 20 de gener de 1943 - 21 de maig de 2023) va ser una sociòloga britànica, una de les més influents teòriques a la tradició del realisme crític. Va ser professora de la Universitat de Reading i de la Universitat de Warwick; d'aquesta última, en va ser catedràtica des de 1979.
Juntament amb alguns altres sociòlegs britànics, Archer va col·laborar amb el filòsof indo-britànic Roy Bhaskar en el desenvolupament del moviment teòric anomenat «realisme crític». També se l'ha anomenat «realisme transcendental» i «naturalisme crític» i la proposta filosòfica que va fer Bhaskar volia respondre una pregunta que ell considerava transcendental: «En quina mesura es pot estudiar la societat de la mateixa manera que s'estudia la natura?»
Va ser la primera dona elegida presidenta de l'Associació Internacional de Sociologia, al 12è Congrés de Sociologia (1990). Va ser membre de la Pontifícia Acadèmia de Ciències Socials, entitat que aconsella el Papa en afers sobre política social; en va ser membre des de la seva fundació el 1994 i en va ser presidenta de 2014 a 2019.

## Obra
- M. Archer (1988) Culture and Agency: The Place of Culture in Social Theory, Cambridge University Press, Cambridge.
- M. Archer (1995) Realist Social Theory: The Morphogenetic Approach, Cambridge University Press, Cambridge.
- M. Archer, R. Bhaskar, A. Collier, T. Lawson and A. Norrie (eds) (1998) Critical Realism: Essential Readings, Routledge, London.
- M. Archer (2000) Being Human: The Problem of Agency, Cambridge University Press, Cambridge.
- M. Archer and J. Tritter (eds) (2000) Rational Choice Theory: Resisting Colonisation, Routledge, London.
- M. Archer (2003) Structure, Agency and the Internal Conversation, Cambridge University Press, Cambridge.
- M. Archer, A. Collier and D. Porpora (eds) (2004) Transcendence: Critical Realism and God, Routledge, London.
- M. Archer (2007) Making our Way Through the World, Cambridge University Press, Cambridge.